# Powiat Ilava
Powiat Ilava (słow. okres Ilava) – słowacka jednostka podziału administracyjnego znajdująca się w kraju trenczyńskim. Powiat Ilava zamieszkiwany jest przez 62 042 obywateli (w roku 2001) i zajmuje obszar 359 km². Średnia gęstość zaludnienia wynosi 172,82 osób na km². Miasta: Nová Dubnica, Dubnica nad Váhom i powiatowa Ilava.